# Григорий Мелехов (опера)
«Григорий Мелехов» — опера И. И. Дзержинского в 3 действиях (10 картинах) по мотивам 3-й и 4-й книг романа М. А. Шолохова «Тихий Дон». Является второй частью оперы И. И. Дзержинского «Тихий Дон» (1935). Либретто оперы «Григорий Мелехов» написано Л. И. Дзержинским при участии Е. В. Каретниковой, А. В. Соколова и А. Д. Чуркина. Премьера оперы состоялась 4 ноября 1967 года в Ленинграде на сцене Театра имени Кирова (ныне Мариинский театр). Музыкальным руководителем и дирижёром первой постановки стал К. А. Симеонов, режиссёром — Р. И. Тихомиров, художником — А. В. Арефьев, орекстровщиками — М. Матвеев, В. Анисимов, В. Сайко, хормейстером — А. Г. Мурин.
В опере «Григорий Мелехов» использовался мелодический материал оперы «Тихий Дон» и фрагменты из некоторых других опер И. И. Дзержинского. Этот материал композитор подверг существенной обработке. Например, в начале звучит казачья песня «От края и до края» (казаки возвращаются с фронтов Первой мировой войны), а во втором акте — «Ой, и горд наш тихий Дон» (скорбная песня белых казаков об их поражении Красной армии). Обе являются реминисценциями песен из оперы «Тихий Дон», но звучание музыки сделалось иным, а куплетность была устранена. Одной из основных тем оперы является тяжёлая участь семьи Мелеховых и драма Григория.

## Действующие лица
- Григорий — бас
- Аксинья — меццо-сопрано
- Наталья — сопрано
- Дуняша — сопрано
- Ильинична — меццо-сопрано
- Мишук — баритон
- Прохор — тенор
- Пантелей — тенор
- Иван Алексеевич — тенор
- Христоня — бас
- Пётр — бас
- Генерал — бас
- Копылов — баритон
- Запевала — тенор

Казаки, казачки, хуторяне, красноармейцы, белые офицеры.

## Либретто
Действие оперы происходит на Дону в 1918—1919 годах.

### Действие первое
Картина первая. На хуторе Татарском жители радостно встречают казаков, вернувшихся с фронта. Встречаются старые друзья: Мишук Кошевой, Григорий Мелехов, Прохор, Христоня. Пантелей Мелехов хвалится сыновьями. Григорий уверяет, что с прошлым покончено, и он вернулся в семью. Внезапно звонит набат. Приходит офицер Копылов и говорит, что в соседний хутор пришёл отряд красноармейцев, который грабит казачество. Поверив Копылову, казаки поднимают восстание. Председатель ревкома Иван Алексеевич и Мишук уговаривают Григория вступить в Красную армию, но Григорий отказывается, поскольку воевать он больше не хочет.
Картина вторая. Каждое утро Аксинья проходит мимо дома Григория Мелехова. Его жена Наталья, желая выяснить правду, решает поговорить с Аксиньей. Та сознаётся, что любит Григория, и Наталья проклинает своего мужа, несмотря на то что беременна от него. Начинается гроза. Ильинична, мать Григория, укоряет Наталью. На хутор приходит известие, что пытавшиеся начать восстание казаки казнены, в их числе Пётр Мелехов. Озлобленный смертью брата, Григорий возглавляет повстанческий отряд. Жители хутора оплакивают погибших.

### Действие второе
Картина третья. Казачий дозор у разрушенного моста. Христоня и Прохор наблюдают за наступлением частей Красной армии. Начинается бой.
Картина четвёртая. Казачьи повстанческие отряды разбиты Красной армией. Мелехов приказывает казакам отступить за Дон. Григорий отправляет Прохора за Аксиньей и приказывает расстрелять пленных. От начальника штаба Копылова он узнаёт, что среди них были его товарищи. Григорий не успевает предотвратить расстрел. От осознания своей вины у Григория начинается нервный припадок. Приходит Пантелей Мелехов и сообщает Григорию о гибели Натальи.
Картина пятая. Штаб белых в помещичьем доме на хуторе Татарском. Генерал чувствует, что белая армия обречена: единство отсутствует, начинаются измены и разложение. Собрав офицеров, генерал говорит о создании Донской белой армии. Григорий не подчиняется приказу и уходит к Будённому.

### Действие третье
Картина шестая. Проходит несколько месяцев. Хутор Татарский под властью большевиков. На площади собираются уходящие на фронт красноармейцы и жители хутора, среди которых Дуняша, Ильинична и Мишук Кошевой. Мишук давно влюблён в Дуняшу. Ильинична против их брака, поскольку винит его в смерти Петра. Несмотря на запрет, Дуняша уходит с Кошевым. Ильинична остаётся одна. В хутор возвращается Аксинья, неся за плечами котомку. Аксинья утешает Ильиничну.
Картина седьмая. Григория демобилизовывают из армии и он возвращается домой. Кошевой, ставший мужем Дуняши, встречает Григория холодно. В споре Мишук говорит Григорию «Ты советской власти стал врагом» и идёт в ревком. Григорий и Аксинья вынужденно бегут из дома.
Картина восьмая. Аксинья с Григорием в лесу. Григорий спит. Слышится шум. Они не успевают скрыться и выстрел смертельно ранит Аксинью. Она умирает на руках Григория.
Картина девятая. Григорий в горе стоит у могилы Аксиньи. Приходит белый офицер Копылов и предлагает Григорию вместе пойти разбойничать. Григорий прогоняет его и принимает решение вернуться домой.
Картина десятая. Григорий вернулся домой. Сын становится его единственной опорой. Приходит весна, на Дону начинается ледоход.